# Bilal El Khannouss
Bilal El Khannouss (ur. 10 maja 2004 w Strombeek-Bever) – marokańsko-belgijski piłkarz urodzony w Belgii, grający na pozycji ofensywnego pomocnika w angielskim klubie Leicester City oraz w reprezentacji Maroka. Półfinalista Mistrzostw Świata 2022. Uczestnik Pucharu Narodów Afryki 2023. Wychowanek KRC Genk.

## Sukcesy

### Maroko U-23
- Mistrzostwa Afryki U-23: 2023[2]

### Reprezentacja Maroka
- Igrzyska Olimpijskie 2024: